# Heinrich Lenz
Heinrich Friedrich Emil Lenz (Dorpat, Imperi Rus, 12 de febrer de 1804 - Roma, Regne d'Itàlia 10 de febrer de 1865), va ser un físic alemany conegut per formular la Llei de Lenz l'any 1833.
Nascut a Dorpat (avui en dia Tartu, Estònia), finalitzà l'educació secundària el 1820, estudià químiques i físiques a la Universitat de Tartu. Viatjà amb Otto von Kotzebue en la seva tercera expedició al voltant del món des del 1823 al 1826. Durant el viatge Lenz estudià les condicions climàtiques i les propietats físiques de l'aigua del mar. Posteriorment va començar a treballar a la Universitat de Sant Petersburg, on després va ser Degà de Matemàtiques i Física de l'any 1840 al 1863. Va començar a estudiar electromagnetisme l'any 1831. A més de llei que pren el seu nom, també va descobrir independentment la llei de Faraday l'any 1842, i per honrar els esforços de Lenz, els russos sempre es refereixen a aquesta amb el nom de llei de Faraday-Lenz.
El 1833 va publicar un article científic analitzant la reversibilitat dels motors i generadors elèctrics. A finals de 1833 el text és citat per l'Acadèmia de Ciències de Sant Petersburg i el 1834 es publica a la revista Annalen der Physik und Chemie de Poggendorff. El 1838 publicà com va usar un generador Pixxi com a motor, de forma que el concepte de la reversibilitat dels generadors/motors va guanyar acceptació.
Els estudis sobre inducció electromagnètica realitzats per Michael Faraday ens indiquen que en un conductor que es mou tallant les línies de força d'un camp magnètic es produirà una força electromotriu (FEM) induïda i si és el cas d'un circuit tancat es produirà un corrent induït. El mateix passa si el flux magnètic que travessa al conductor es variable. La Llei de Lenz indica que les forces electromotrius o els corrents induïts seran d'un sentit tal que s'oposin a la variació del flux magnètic que les produeix. Aquesta llei és una conseqüència del principi de conservació de l'energia. La polaritat d'una FEM induïda es tal que tendeix a produir un corrent, amb un camp magnètic que s'oposi sempre a les variacions del camp existent produït pel corrent original.